# Стејт департмент
Стејт департмент или Државни секретаријат САД (енгл. United States Department of State) је министарство иностраних послова Сједињених Америчких Држава. На челу Стејт департмента се налази државни секретар САД.
Државни секретаријат САД смештен је у згради „Хари Труман” (енгл. Harry S Truman Building), недалеко од Беле куће у Вашингтону, у делу града који се зове Фоги Ботом (енгл. Foggy Bottom).

## Историја
Уставом Сједињених Америчких Држава из 1787. године (који је ратификован наредне године), регулисано је да иностраним пословима земље руководи председник Сједињених Америчких Држава. Убрзо је, међутим, постало јасно да је неопходан неки извршни орган који би служио као подршка председнику у управљању пословима нове федералне власти.
Представнички дом САД и Сенат САД одобрили су оснивање Секретаријата иностраних послова 21. јула 1789, што је ступило на снагу већ 27. јула, потписом председника Џорџа Вашингтона. Тиме је Секретаријат иностраних послова постао прво федерално министарство формирано у складу са новим Уставом. У септембру 1789. године министарству је промењен назив у Државни секретаријат (Стејт департмент), а додељене су му и бројне надлежности из ресора унутрашњих послова, које су касније распоређене на нове секретаријате и агенције формиране током 19. века.
Дана 29. септембра 1789, председник Вашингтон именовао је Томаса Џеферсона за првог државног секретара САД.

## Надлежности
Америчка спољна политика у надлежности је америчког Конгреса, а спроводи је Стејт департмент као извршни орган. Шеф Стејт департмента, државни секретар САД, главни је саветник америчког председника по питању иностраних послова, иако нема увек одлучујући утицај на његове одлуке. Стејт департмент ради на остваривању америчких циљева и интереса у свету спровођењем спољне политике коју диктира председник. Департмент у спољнополитичким активностима подржава и друга владина тела, као што су Секретаријат за привреду и Агенција за међународни развој (УСАИД). Такође пружа широк спектар услуга америчким грађанима, као и странцима који желе да посете или се уселе у САД.
Буџет за све активности у спољним пословима - представљање САД у свету, програми иностране помоћи, борба против међународног криминала, програми војне обуке у иностранству, сервиси за грађане - чини нешто више од 1% укупног савезног буџета, што значи да Стејт департмент сваког Американца кошта око 12 центи дневно. Како сам Стејт департмент наводи, његове дужности су:
- Заштита и помоћ америчким грађанима који живе у иностранству или тамо путују;
- Подршка америчкој привреди на међународном тржишту;
- Координација и обезбеђивање подршке за међународне активности других агенција (локалних, државних или федералних), званичне посете у иностранству и на домаћем терену и друге дипломатске активности;
- Информисање јавности о спољној политици и односима са другим земљама и прослеђивање реакција јавности државним званичницима;
- Обезбеђивање регистарских таблица за аутомобиле страних дипломата и осталог страног особља без дипломатског имунитета у САД.

Ради спровођења ових активности, Стејт департмент упошљава цивилно људство. САД имају дипломатске односе са око 180 земаља, а ту је и сарадња са многим међународним организацијама, па због тога Департмент има више од 250 разних „испостава“ широм света (амбасаде, конзулати, представништва, агенције, и сл.). У САД око 5.000 високо квалификованих професионалаца, техничког и административног особља, заједно са запосленима у Страној служби, ради на прикупљању и анализи извештаја, обезбеђује логистичку подршку својим објектима широм света, комуницира са домаћом јавношћу, креира и надзире буџет, издаје пасоше и разна упозорења везана за путовања, итд. У спровођењу ових дужности, Стејт департмент уско сарађује са другим федералним службама, као и са Конгресом у вези са активностима и иницијативама у спољној политици.

## Организација
- Заменик секретара (енгл. Deputy Secretary) — заједно са шефом персонала, извршним секретаријатом и подсекретаром за управу, помаже државном секретару у руковођењу агенцијом. Потчињено му је шест подсекретара и саветника, као и неколико служби:
  - Шеф персонала (енгл. Chief of Staff)
  - Извршни секретаријат (енгл. Executive Secretariat)
  - Служба координатора за борбу против тероризма (енгл. Office of the Coordinator for Counterterrorism)
  - Национални тренинг центар за спољне послове
  - Служба међународних информативних програма (енгл. Office of International Information Programs)
  - Служба правног саветника (енгл. Office of the Legal Adviser)
  - Служба за политику менаџмента (енгл. Office of Management Policy)
  - Служба протокола (енгл. Office of Protocol)
  - Служба саветника за науку и технологију (енгл. Office of the Science and Technology Adviser)
  - Служба за надзор и борбу против трафикинга људи (енгл. Office to Monitor and Combat Trafficking in Persons)
  - Служба за питања ратних злочина (енгл. Office of War Crimes Issues)
  - Биро за истраживање и обавештајне активности (енгл. Bureau of Intelligence and Research)
  - Биро за законодавне послове
  - Биро за управљање ресурсима (енгл. Bureau of Resource Management)
- Подсекретар за политичка питања (енгл. Undersecretary for Political Affairs) - трећи је по рангу у Стејт департменту. Он је вршилац дужности државног секретара у одсуству секретара и његовог заменика. У његовој надлежности су бирои преко којих се координира америчким дипломатским активностима широм света:
  - Биро за Африку (Bureau of African Affairs)
  - Биро за Источну Азију и Пацифик (Bureau of East Asian and Pacific Affairs)
  - Биро за Европу и Евроазију (Bureau of European and Eurasian Affairs)
  - Међународни биро за наркотике и спровођење закона (Bureau for International Narcotics and Law Enforcement Affairs)
  - Биро за међународну организацију 
  - Биро за Блиски исток (Bureau of Near Eastern Affairs)
  - Биро за Јужну и Централну Азију (Bureau of South and Central Asian Affairs)
  - Биро за Западну хемисферу
- Подсекретар за управу (Undersecretary for Management)
  - Административни биро (Bureau of Administration)
    - Обрачунска служба (Office of Allowances)
    - Служба за ауторизацију 
    - Језички сервиси (Language Services)
    - Менаџмент логистике (Office of Logistics Management)
    - Служба за школе у иностранству 
    - Служба за економску помоћ малој привреди (Office of Small and Disadvantaged Business Utilization)
    - Служба за мултимедијалне сервисе (Office of Multi-Media Services)
    - Служба за менаџмент директива (Office of Directives Management)
    - Служба за продавнице и рекреативне активности у амбасадама САД (Office of Commissary and Recreation Affairs)
    - Служба за набавку (Office of the Procurement Executive)

  - Биро за конзуларне послове 
  - Биро за дипломатску безбедност (Bureau of Diplomatic Security)
    - Служба иностраних мисија (Office of Foreign Missions)

  - Биро за људске ресурсе (Bureau of Human Resources)
  - Биро за менаџмент информационих ресурса (Bureau of Information Resource Management)
  - Биро за одржавање дипломатских објеката САД у иностранству
- Подсекретар за економију, привреду и пољопривреду 
  - Биро за економију и привреду
- Подсекретар за јавну дипломатију и односе са јавношћу (Undersecretary for Public Diplomacy and Public Affairs) - руководи пословима које је некада обављала америчка Информативна агенција, а који су пренети у надлежност Стејт департмента реорганизацијом из 1996. године. Овај подсекретар руководи службама које се баве односима са јавношћу у циљу подизања угледа Сједињених Америчких Држава у свету:
  - Биро за образовање и културу (Bureau of Educational and Cultural Affairs)
  - Приступ Интернету и програм обуке (Internet Access and Training Program)
  - Биро за односе са јавношћу (Bureau of Public Affairs)
    - Служба историчара (Office of The Historian)

  - Биро за међународне информативне програме
- Подсекретар за контролу наоружања и међународну безбедност (Undersecretary for Arms Control and International Security Affairs) - Координира улогу Стејт департмента у пословима америчке војне сарадње и обавља надзор над некада независном Агенцијом за контролу наоружања и разоружавање (U.S. Arms Control and Disarmament Agency).
  - Биро за међународну безбедност и контролу нуклеарног наоружања (Bureau of International Security and Nonproliferation)
  - Биро за војно-политичке послове 
  - Биро за проверу, усаглашавање и спровођење -{(Bureau of Verification, Compliance, and Implementation)

}-
- Подсекретар за демократију и глобалне односе (енгл. Undersecretary for Democracy and Global Affairs) - Службу за глобалне односе формирала је Клинтонова администрација ради руковођења дипломатским активностима на покретању разних глобалних питања (као нпр. животна средина), која се не могу решавати на билатералном или локалном нивоу. Садашњи назив ова служба добила је 2005. године као одраз све већег фокусирања америчке спољне политике на промовисање демократских вредности.  Архивирано на веб-сајту  (11. јануар 2007)
  - Биро за демократију, људска права и рад (Bureau of Democracy, Human Rights, and Labor)
  - Биро за океане, светску животну средину и науку (Bureau of Oceans and International Environmental and Scientific Affairs)
  - Биро за становништво, избеглице и миграцију
- Саветник (енгл. Counselor) - за разлику од подсекретара, он нема конкретан делокруг рада, већ је ангажован на решавању проблема у разним областима.

Од реорганизације Стејт департмента 1996. године, администратор америчке Администрације за међународни развој (енгл. U.S. Administration for International Development - AID), иако је на челу независне агенције, подноси извештаје државном секретару, као и амерички амбасадор при Уједињеним нацијама.